# Ariommatidae
Ariommatidae  es una familia  del orden de los Perciformes.

## Géneros
Esta familia está integrada por un solo género:
- Ariomma Jordan y Snyder, 1904

## Descripción
Son un grupo de peces marinos de aguas profundas incluido en el orden Perciformes, distribuidos por aguas tropicales y subtropicales de la costa este de Norteamérica y Sudamérica, Asia, África, archipiélago de Hawái y las islas Kermadec. Su nombre procede del griego: ari (superioridad) + omma (ojo).
Tienen dos aletas dorsales, la delantera con 10 a 12 espinas delgadas y la posterior con 14 a 18 radios blandos, mientras que la aleta anal tiene tres espinas cortas y numerosos radios blandos. Tienen dos quillas carnosas bajas a cada lado del pedúnculo caudal.